# Dodécacarbonyle de tétrairidium
Le dodécacarbonyle de tétrairidium est un carbonyle de métal de formule chimique Ir4(CO)12. Cet agrégat atomique présente une géométrie du groupe de symétrie Td, dans laquelle chaque atome d'iridium est coordonné de façon octaédrique à trois groupes carbonyle et trois autres atomes d'iridium ; il diffère en cela du dodécacarbonyle de tétrarhodium Rh4(CO)12, qui présente une symétrie C3v en raison de ligands pontants CO.
Stable à l'air, le dodécacarbonyle de tétrairidium est faiblement soluble dans les solvants organiques tels que le toluène et le tétrahydrofurane (THF). Il peut être utilisé comme catalyseur pour la réaction du gaz à l'eau et le reformage catalytique, mais ces études ne présentent qu'un intérêt académique. On peut le préparer en deux étapes par réduction carbonylante du chlorure d'iridium(III) IrCl3 hydraté :
IrCl3 + 3 CO + H2O → [Ir(CO)2Cl2]− + CO2 + 2 H+ + Cl−,
4 [Ir(CO)2Cl2]− + 6 CO + 2 H2O → Ir4(CO)12 + 2 CO2 + 4 H+ + 8 Cl−.